# Acritus tazekae
Acritus tazekae är en skalbaggsart som beskrevs av Yves Gomy 1980. Acritus tazekae ingår i släktet Acritus och familjen stumpbaggar. Inga underarter finns listade i Catalogue of Life.